# Миллионер — Горячее кресло
«Миллионер — Горячее кресло» (укр. Мільйонер — Гаряче крісло) — украинское интеллектуальное телешоу, аналог международного популярного формата «Who Wants to Be a Millionaire?», выходило с 15 февраля по 13 августа 2011 года на телеканале «Интер».
Программа является украинским аналогом известной телевикторины «Who Wants to Be a Millionaire?». Ведущий программы — популярный украинский шоумен Владимир Зеленский, лидер студии «Квартал-95», выпускавшей программу. При наличии Зеленского в качестве ведущего программа обрела дополнительный юмористический оттенок.
Передача выходила в обновлённом формате — Hot Seat — который используется лишь в некоторых интернациональных версиях программы. Игра транслировалась на русском языке, изначально выходила два раза в неделю — по вторникам и четвергам, позже выходила по воскресениям, а последние выпуски шли по субботам перед программой «Подробности».
Первый выпуск программы имел рейтинг 6,6 %, доля 23,93 % (аудитория 18+). Проект имел показатели выше среднего уровня за прошедшую неделю.
С 13 августа 2011 года показ передачи был прерван.

## Описание
Формат программы, «Hot Seat» (с англ. — «Горячее кресло»), основан на правилах норвежской версии игры, принятых в 2008 году. Данный формат используется и в некоторых других аналогах передачи, например, в австралийской, португальской и венгерской. Украина же стала единственной страной постсоветского пространства, использовавшей эту разновидность основного формата телеигры.
Шестеро игроков отвечают на вопросы из разных научных областей. И только один из них получит выигрыш, но в том случае, если ответит на главный, самый сложный вопрос игры.
В игре — 15 вопросов. К каждому из них предлагаются четыре варианта ответа, из которых верный только один. Каждый вопрос имеет свою стоимость. По мере роста сложности растёт и «цена вопроса». Пятнадцатый, последний вопрос, стоит один миллион гривен.
| Вопрос | Сумма выигрыша за правильный ответ |
| 15     | 1 000 000 грн.                     |
| 14     | 250 000 грн.                       |
| 13     | 150 000 грн.                       |
| 12     | 100 000 грн.                       |
| 11     | 50 000 грн.                        |
| 10     | 25 000 грн.                        |
| 9      | 16 000 грн.                        |
| 8      | 8 000 грн.                         |
| 7      | 4 000 грн.                         |
| 6      | 2 000 грн.                         |
| 5      | 1 000 грн.                         |
| 4      | 500 грн.                           |
| 3      | 300 грн.                           |
| 2      | 200 грн.                           |
| 1      | 100 грн.                           |

### Правила игры
Вопросы делятся на три уровня сложности, и соответственно уровню изменяется и ограничение времени на обдумывание. Первая группа — вопросы с первого по пятый, «простые» — время на обдумывание 20 секунд. Вторая группа — вопросы с шестого по десятый, «средние» — время на обдумывание 40 секунд. Третья группа — вопросы с одиннадцатого по пятнадцатый, «сложные» — время на обдумывание одна минута. Если игрок не успевает ответить за отведённое время — он проигрывает. В отличие от стандартного формата игры, в данном режиме используются видео-, фото- и аудиовопросы, а также отсутствуют подсказки.
В передаче участвуют шесть игроков, которые зарегистрировались по телефону или на сайте программы, а также прошли предварительный отбор. Если игрок даёт правильный ответ на вопрос первого уровня, он получает право отвечать на второй вопрос, и так далее.
Если игрок даёт неверный ответ, он выбывает из игры, но в этом случае игра не начинается сначала — из того же уровня сложности, где была допущена ошибка, её продолжит другой участник. У игрока есть также право один раз передать ход, если он не уверен. В этом случае он передаёт право ответа на этот же вопрос следующему из шести игроков, но сам остаётся в числе участников и имеет возможность продолжить игру на следующих вопросах. Следующий игрок на данном вопросе пасом воспользоваться не может. При уходе каждого игрока приз снижается на один уровень, и достаётся тому участнику, который ответил на самый последний вопрос игры.

### Создатели о программе
Продюсер проекта, Владимир Оселедчик, так рассказал о передаче:
Программа называется «Горячее Кресло» — потому что за кресло будущего миллионера идёт нешуточная борьба, в этом кресле горячо от накала страстей. Эта версия будет динамичнее и острее. К игре на правильность ответа на вопросы добавляется «позиционная», тактическая игра между самими участниками, плюс — ограниченное время для ответов, отсутствие подсказок. Это кардинально другая драматургия игры.

## Над передачей работали
- Ведущий — Владимир Зеленский
- Продюсер — Владимир Оселедчик
- Режиссёр-постановщик — Андрей Орлов
- Оператор-постановщик — Игорь Иванов
- Авторы сценария — Григорий Сиротюк и Игорь Шуров
- Исполнительный продюсер — Иван Матюнин
- Компьютерная графика — Вячеслав Нагорный
- Кастинг — Павел Скороходько и другие

## Результаты игр

### Победители
- Надежда Бельдий, выигрыш 1 миллион гривен, эфир — 6 августа 2011 года

### Крупные выигрыши
- Татьяна Валецкая, выигрыш 150 000 гривен, эфир — 15 марта 2011 года
- Евгений Качалин, выигрыш 150 000 гривен, эфир — 17 марта 2011 года
- Сергей Герасевич, выигрыш 250 000 гривен, эфир — 1 мая 2011 года
- Андрей Тропин, выигрыш 250 000 гривен, эфир — 4 июня 2011 года
- Ольга Якуш, выигрыш 250 000 гривен, эфир — 11 июня 2011 года
- Алла Кушнир, выигрыш 150 000 гривен, эфир — 30 июля 2011 года
- Сергей Сивохо, выигрыш 150 000 гривен, эфир — 13 августа 2011 года

### Крупные проигрыши
- Потап, проигрыш 149 000 гривен, эфир — 17 февраля 2011 года
- Елена Троян, проигрыш 149 000 гривен, эфир — 24 апреля 2011 года